# R108 (Schouwen)
De Recreatieve weg 108 (r108) is een weg in Zeeland. De weg loopt van de Weststraat in Haamstede naar de kruising met de N57 en de r109 in Burgh. De weg is 1,6 km lang.
Nieuwvliet: R101 · R102 · R103 · R104 · R105

Ommen: R101 · R102 · R103 · R104 · R105

Schouwen: R101 · R102 · R103 · R104 · R105 · R106 · R107 · R108 · R109 · R110 · R111 · R112

Spaarnwoude: R101 · R102 · R103 · R104 · R105 · R106

Voorthuizen: R101

IJmuiden: R101 · R102 · R103